# Zona de conservación de Ngorongoro
La Zona de conservación de Ngorongoro (en inglés: Ngorongoro Conservation Area) es una zona protegida situada a 180 km al oeste de la ciudad de Arusha, en las tierras altas volcánicas de Tanzania. La delimitación de la zona de conservación va a lo largo de la frontera del Distrito de Ngorongoro. La zona protegida cubre una extensión de 8288 km². 
En el Área de Conservación de Ngorongoro podemos encontrar nueve volcanes, de los cuales solo uno de ellos está activo, el Oldoinyo Lengai. Así mismo, se encuentran dos de los sitios con mayor interés de Tanzania y renombre mundial, el impresionante Cráter de Ngorongoro y la Garganta de Olduvai, uno de los sitios más importantes para la investigación de la evolución de la especie humana.

## Geografía e historia

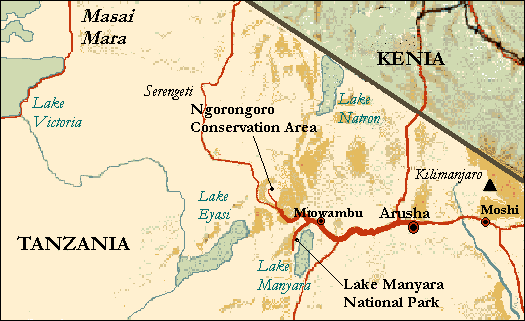
Localización en Tanzania.

Los cazadores-recolectores fueron sustituidos por pastores hace unos miles de años. Los mbulu llegaron a la zona hace unos 2000 años y se les unieron los datooga alrededor del año 1700. Ambos grupos fueron expulsados de la zona por los masái en el siglo XIX.
No se sabe que ningún europeo hubiera pisado el cráter del Ngorongoro hasta 1892, cuando lo visitó Oscar Baumann. Dos hermanos alemanes (Adolph y Friedrich Siedentopf) cultivaron en el cráter hasta el estallido de la Primera Guerra Mundial, tras arrendar las tierras a la administración del África Oriental Alemana. Los hermanos organizaban regularmente fiestas de tiro para entretener a sus amigos alemanes. También intentaron expulsar a las manadas de ñus del cráter.
El Ngorongoro fue declarado zona de conservación en 1959, en el momento en que se separó del parque nacional Serengueti. La zona se convirtió en Patrimonio de la Humanidad de la Unesco en 1979. El 31 de julio de 2010, la zona de protección fue extendida a los vestigios arqueológicos que se han localizado dentro del parque que incluyen huellas y restos de Homo habilis, catalogándose como patrimonio mixto, natural y cultural.
Se considera que el cráter del Ngorongoro es la zona delimitada de menor extensión en la que es posible encontrar a los cinco grandes animales.

## Geología
El campo volcánico Ngorongoro del plioceno está formado por ocho volcanes en escudo extinguidos dentro de la semi fosa tectónica de Eyasi, cuyo límite oriental está marcado por el escarpe occidental del Rift Gregory. La escarpa del lago Eyasi limita la semi fosa tectónica por el suroeste.  Dentro del complejo, cinco volcanes son en forma de cono, mientras que tres tienen calderas.  El volcán Ngorongoro (2,5-1,9 Ma) es principalmente de traquiandesita basáltico. La caldera está alimentada por los ríos Munge y Oljoro Nyuki, mientras que las fuentes termales de Ngoitokitok alimentan el pantano de Goringop.  El lago Magadi es un lago alcalino poco profundo (1,7 m). Otros volcanes del complejo son el Olmoti (2,01-1,79 Ma), el Empakaai, el Loolmalasin, el Sadiman (3,7 Ma), el Lemagrut y el Oldeani. La parte noroeste de la zona de conservación está formada por las llanuras del Serengeti, las llanuras de Salei, la garganta de Oldupai y los inselbergs de las montañas Gol.  Estos inselbergs forman parte del cinturón de Mozambique de cuarcita y esquisto de mica  que posee una edad de aproximadamente 800 a 500 millones de años.

## Cráter del Ngorongoro

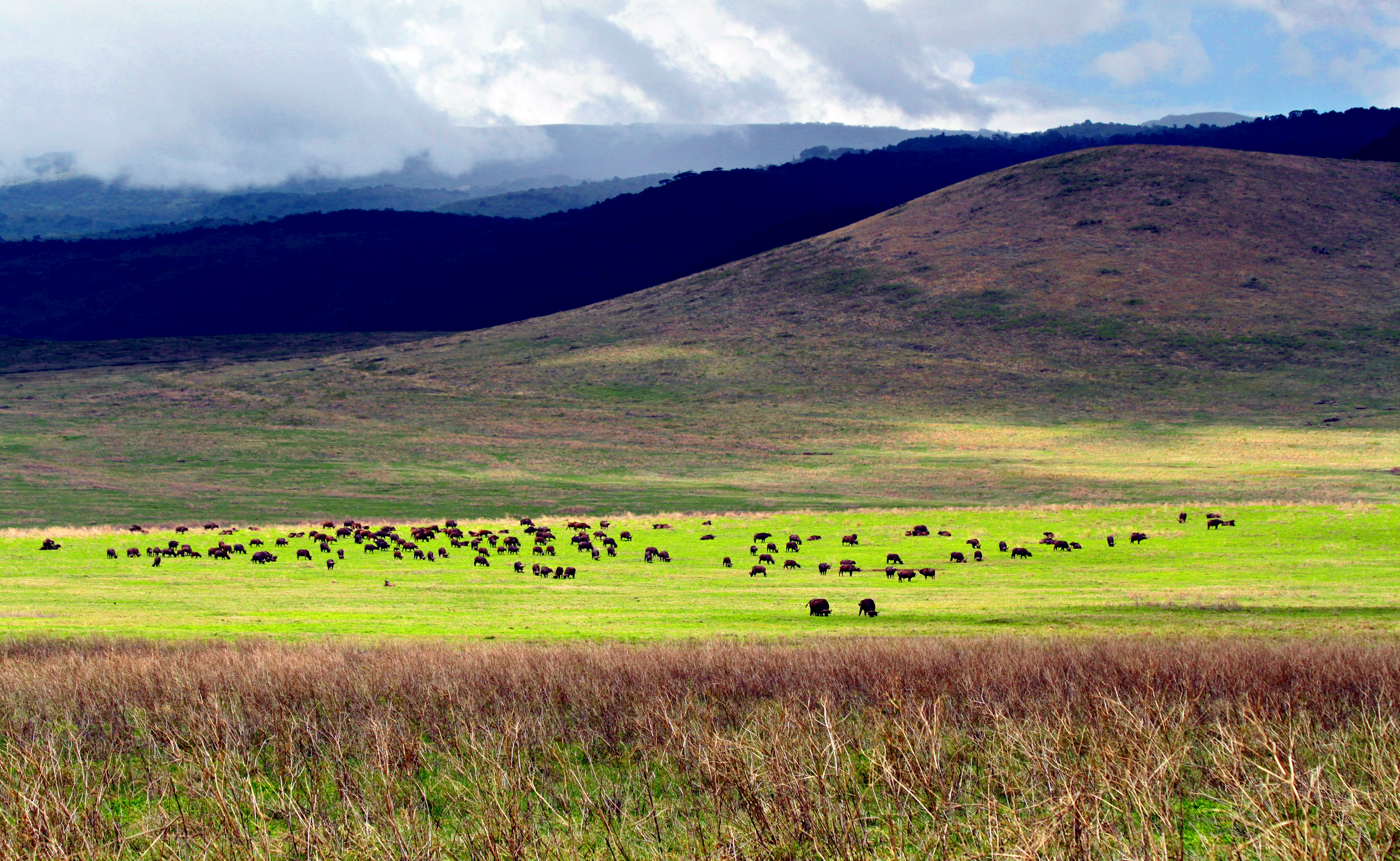
Ngorongoro desde el interior del cráter.

La principal característica de la Autoridad de Conservación del Ngorongoro es el cráter del Ngorongoro, la mayor caldera volcánica inactiva, intacta y sin rellenar del mundo. El cráter, que se formó cuando un gran volcán explotó y se derrumbó sobre sí mismo hace entre dos y tres millones de años, tiene una profundidad de 610 metros (2001,3 pies) y su suelo cubre 260 kilómetros cuadrados (100,4 mi²). Las estimaciones de la altura del volcán original oscilan entre 4500 a 5800 metros (14 763,8 a 19 028,9 pies) de altura. El suelo del cráter está 1800 metros (5905,5 pies) sobre el nivel del mar. El cráter fue votado por Siete Maravillas Naturales como una de las Siete Maravillas Naturales de África en Arusha, Tanzania, en febrero de 2013. El volcán Ngorongoro estuvo activo desde hace unos 2,45 a 2 millones de años.
Las erupciones volcánicas como la del Ngorongoro, que dio lugar a la formación del cráter del Ngorongoro en Tanzania, fueron muy comunes. Colapsos similares se produjeron en el caso de Olmoti y Empakaai, pero fueron mucho menores en magnitud e impacto.
De los dos volcanes recientes al noreste de la caldera de Empakaai, Kerimasi y Ol Doinyo Lengai, Doinyo Lengai sigue activo y tuvo grandes erupciones en 2007 y 2008. Pequeñas erupciones de ceniza y flujos de lava siguen llenando lentamente el cráter actual. Su nombre en masái significa "Montaña de Dios".

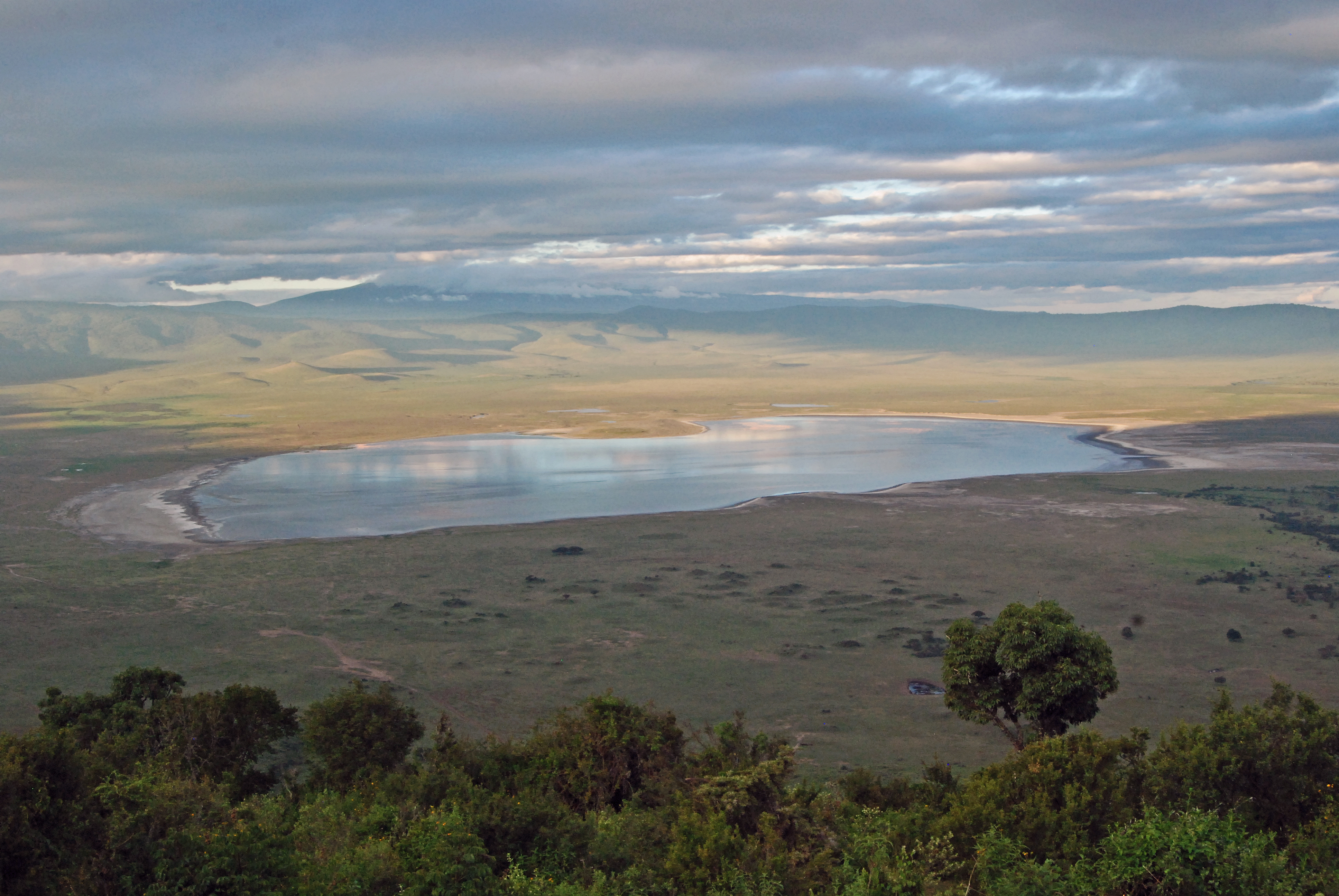
Lago Magadi.

El arroyo Munge drena el cráter Olmoti hacia el norte, y es la principal fuente de agua que drena en el lago salado estacional en el centro del cráter. Este lago se conoce con dos nombres: Makat, como lo llamaban los masái, que significa sal; y Magadi. El arroyo Lerai drena los bosques húmedos del sur del cráter, y alimenta el bosque Lerai en el fondo del cráter - cuando llueve lo suficiente, el Lerai drena también en el lago Magadi. La extracción de agua por parte de los alojamientos y de la sede del Área de Conservación del Ngorongoro reduce la cantidad de agua que entra en el Lerai en aproximadamente un 25 %.
La otra fuente principal de agua en el cráter es el manantial Ngoitokitok, cerca de la pared oriental del cráter. Aquí hay un lugar de pícnic abierto a los turistas y un enorme pantano alimentado por el manantial, y la zona está habitada por hipopótamos, elefantes, leones y muchos otros. Alrededor del suelo del cráter hay muchos otros manantiales pequeños, que son un importante suministro de agua para los animales y los masái locales, especialmente en épocas de sequía. Anteriormente, a los masáis se les permitía pastar su ganado dentro del cráter, pero a partir de 2015 se les restringió hacerlo.

## Garganta de Olduvai u Oldupai

Olduvai-Schlucht in Tansania 2011

El Área de Conservación del Ngorongoro también protege la Garganta de Oldupai o de Olduvai, situada en la zona de las llanuras. Se considera la sede de la humanidad tras el descubrimiento de los primeros ejemplares conocidos del género humano, Homo habilis, así como de los primeros homínidos, como el Paranthropus boisei.
La garganta de Olduvai es un barranco de lados escarpados en el Gran Valle del Rift, que se extiende a lo largo de África oriental. Olduvai se encuentra en las llanuras orientales del Serengeti Llanuras del norte de Tanzania y tiene una longitud de unos 50 kilómetros (31,1 mi). Se encuentra a la sombra de las tierras altas del Ngorongoro y es la parte más seca de la región. El desfiladero lleva el nombre de 'Oldupaai', la palabra masái para la planta silvestre de sisal, Sansevieria ehrenbergii.
Es uno de los yacimientos prehistóricos más importantes del mundo y las investigaciones realizadas en él han servido para avanzar en el conocimiento de la primera evolución humana. Los trabajos de excavación en este lugar fueron iniciados por Mary y Louis Leakey en la década de 1950, continuados por su familia en la actualidad. Algunos creen que hace millones de años, el lugar era el de un gran lago, cuyas orillas estaban cubiertas por sucesivos depósitos de ceniza volcánica. Hace unos 500 000 años, la actividad sísmica desvió un arroyo cercano que comenzó a cortar los sedimentos, revelando siete capas principales en las paredes de la garganta.

## Fauna
En el cráter viven aproximadamente 25 000 animales de gran tamaño, en su mayoría ungulados. Entre los grandes mamíferos del cráter se encuentran el rinoceronte negro (Diceros bicornis michaeli), cuya población local se redujo de unos 108 ejemplares en 1964-66 a entre 11-14 en 1995, el búfalo africano o búfalo del Cabo (Syncerus caffer) y el hipopótamo (Hippopotamus amphibius). También hay muchos otros ungulados: el ñu azul (Connochaetes taurinus) (7000 estimados en 1994), la cebra de Grant (Equus quagga boehmi) (4000), el eland (Taurotragus oryx), la gacela de Grant (Nanger granti) y la gacela de Thomson (Eudorcas thomsonii) (3000). El antílope de agua (Kobus ellipsiprymnus) se encuentran principalmente cerca del bosque de Lerai.
Están ausentes la jirafa (Giraffa camelopardalis), el impala (Aepyceros melampus), el topi (Damaliscus lunatus), el oribi (Ourebia ourebi), el cocodrilo (Crocodylus niloticus).
El guepardo (Acinonyx jubatus raineyi), el perro salvaje de África oriental (Lycaon pictus lupinus) y el leopardo africano (Panthera pardus pardus) se ven raramente. Las hienas manchadas (Crocuta crocuta) han sido objeto de un estudio de investigación a largo plazo en el Área de Conservación del Ngorongoro desde 1996.
Aunque se considera un "recinto natural" para una gran variedad de animales salvajes, el 20 % o más de las poblaciones de ñus y la mitad de las cebras abandonan el cráter en la estación húmeda, mientras que los búfalos del Cabo (Syncerus caffer) se quedan; su mayor número se da durante la estación de las lluvias.
Desde 1986, la población de ñus del cráter ha disminuido de 14 677 a 7250 (2003-2005). El número de elands y gacelas de Thomson también ha disminuido, mientras que la población de búfalos ha aumentado en gran medida, probablemente debido a la larga prevención de incendios que favorece a los pastos de alta fibrosidad frente a los tipos más cortos y menos fibrosos.
El serval (Leptailurus serval) se da ampliamente en el cráter.
El lago Magadi, un gran lago en el suroeste del cráter, suele estar habitado por miles de flamencos menores (Phoeniconaias minor) principalmente.
El cráter tiene una especie endémica de mamífero: la musaraña de Mduma (Crocidura mdumai), que está restringida a los bosques montanos en el borde del cráter. Esta musaraña se considera en peligro de extinción debido a la deforestación de la agricultura a pequeña escala.

### Leones

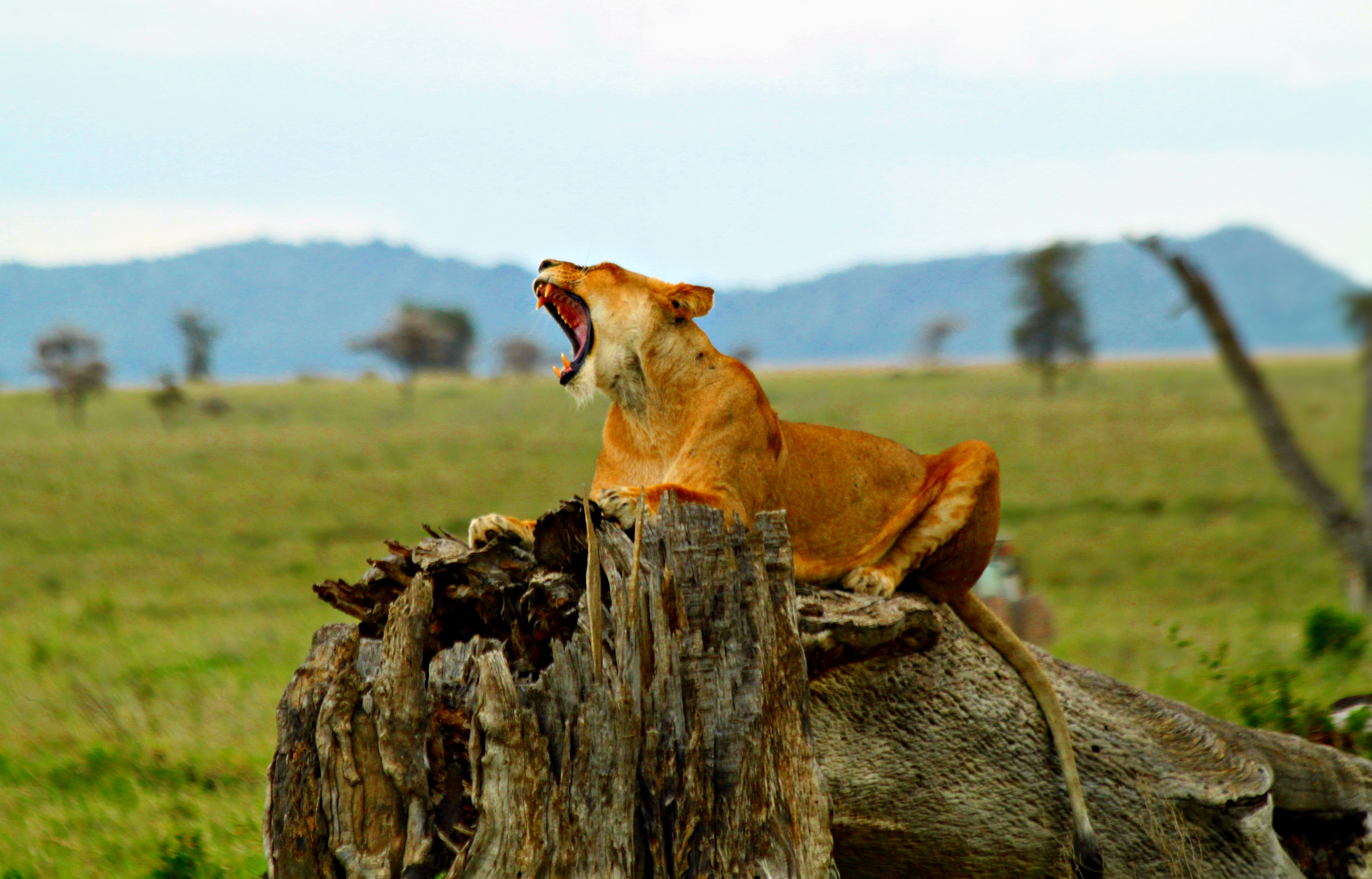
Una leona bosteza en el cráter de Ngorongoro, Tanzania.

El cráter posee una de las mayores densidades conocidas de leones, censados en 62 en 2001.
Un efecto secundario de que el cráter sea un recinto natural es que la población de leones es significativamente endogámica. Esto se debe a la escasa cantidad de nuevas líneas de sangre que entran en el acervo genético local, ya que muy pocos leones machos migratorios entran en el cráter desde el exterior. Los que entran en el cráter a menudo no pueden contribuir a la reserva genética gracias a los leones machos del cráter, que expulsan a cualquier competidor externo.
Los datos a largo plazo indican que los leones del cráter sufrieron cuatro brotes de enfermedades mortales entre 1962 y 2002. La sequía de 1961 y las lluvias de la estación seca de 1962 provocaron una acumulación masiva de moscas de los establos (Stomoxys calcitrans) en mayo de 1962. Estas moscas drenaban la sangre y provocaban dolorosas llagas en la piel que se infectaban, lo que hizo que el número de leones se redujera de 75 a 100 a 12. La población se recuperó hasta llegar a unos 100 ejemplares en 1975 y se mantuvo estable hasta 1983, año en el que comenzó un descenso persistente. Los números se han mantenido generalmente por debajo de los 60 animales desde 1993, alcanzando un mínimo de 29 en 1998. En 2001, el 34% de la población de leones murió entre enero y abril por una combinación de enfermedades transmitidas por garrapatas y moquillo canino.
La población de leones también se ve influenciada en cierta medida por la toma de manadas por parte de los machos entrantes, que suelen matar a los cachorros pequeños. Sin embargo, la mayor influencia parece ser la de las enfermedades, especialmente el moquillo canino.

## Galería

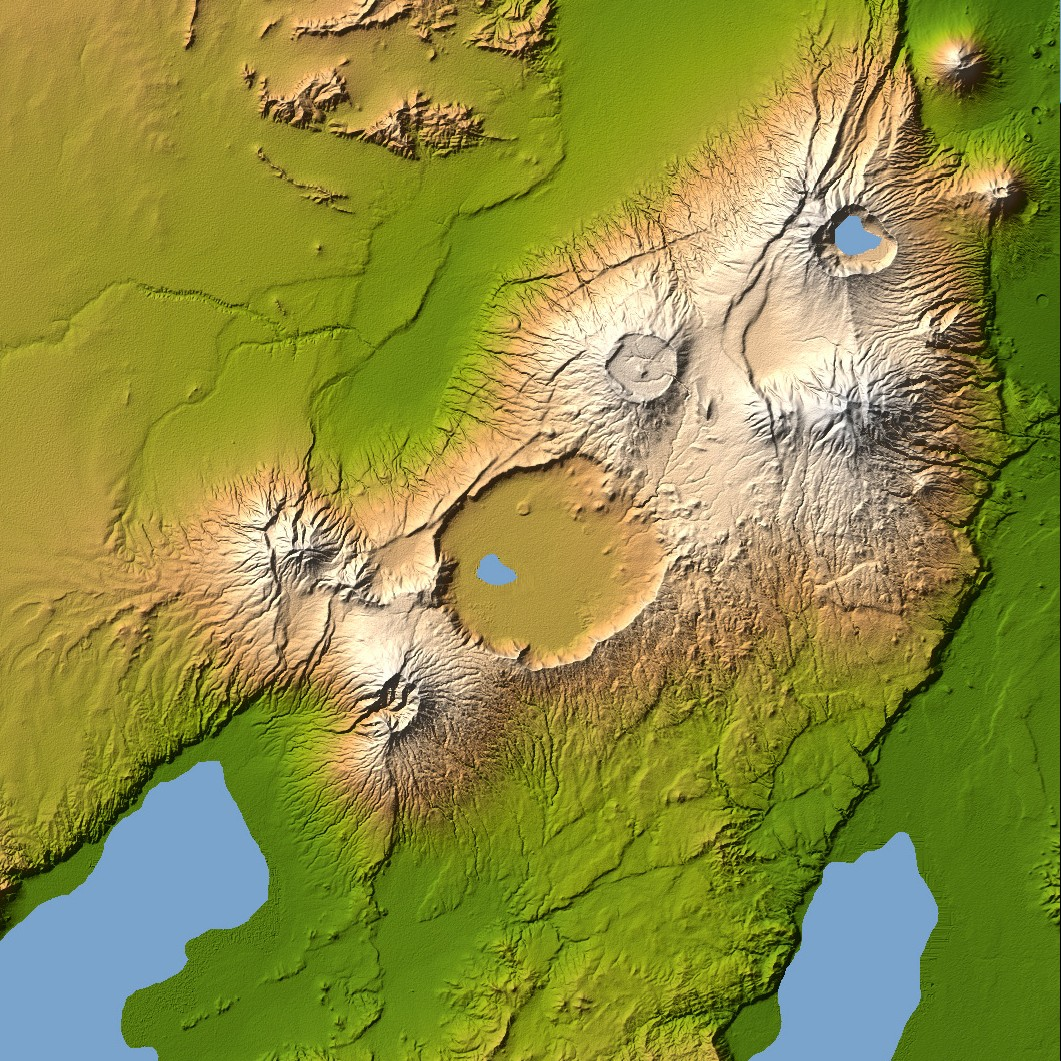
Topografía de la región.
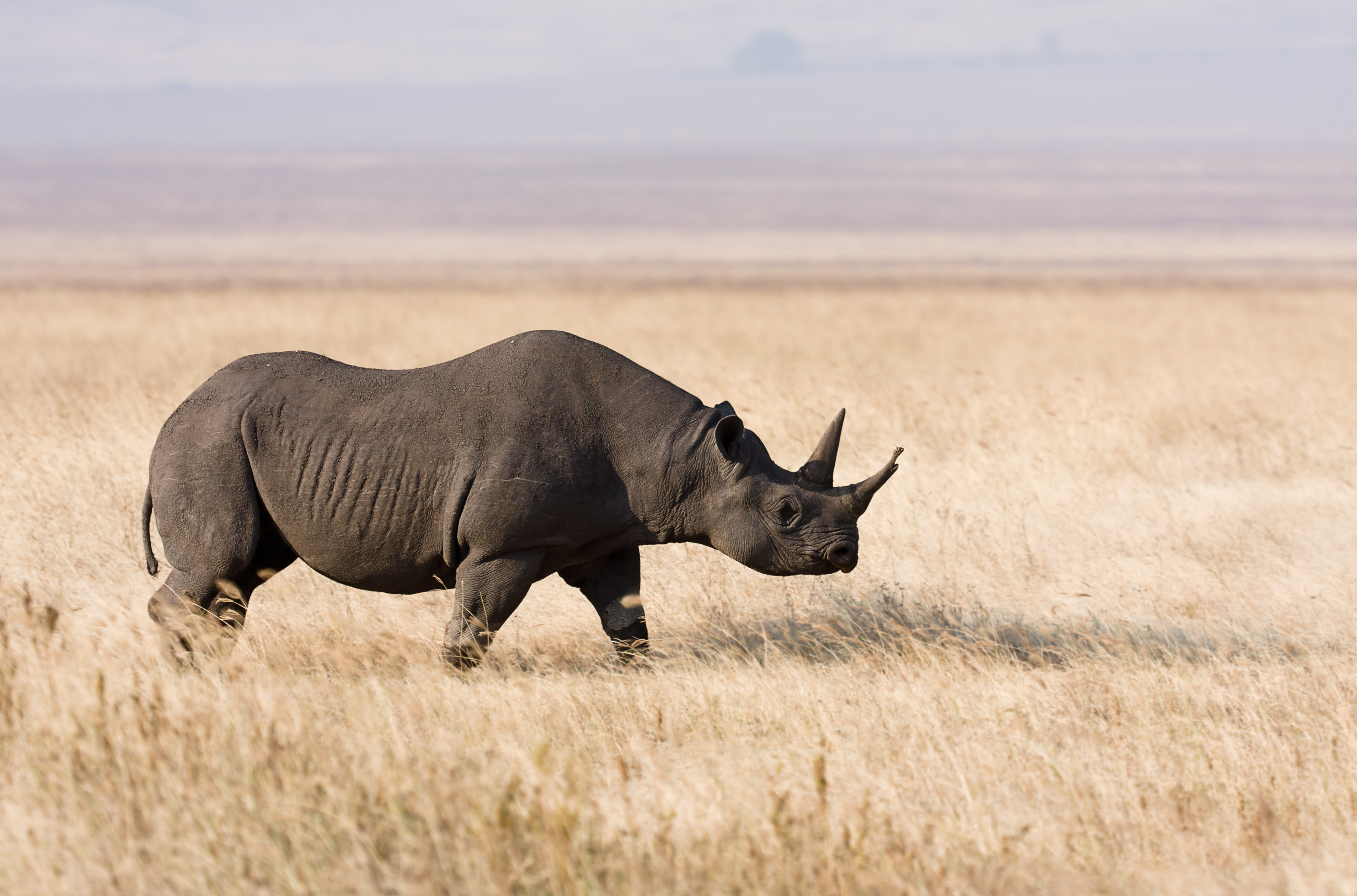
Rinoceronte negro (Diceros bicornis) en el Ngorongoro.
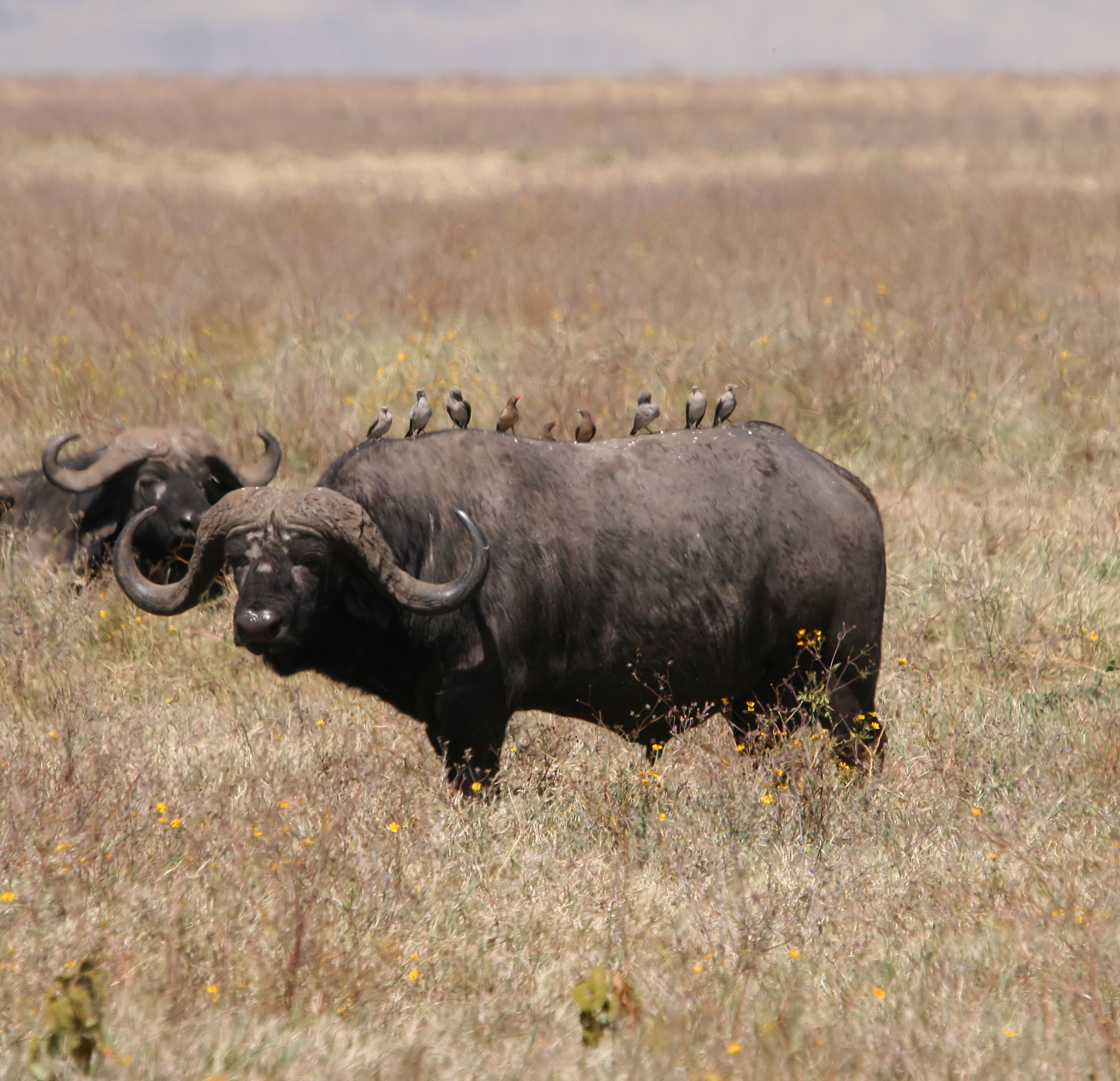
Búfalo cafre (Syncerus caffer).
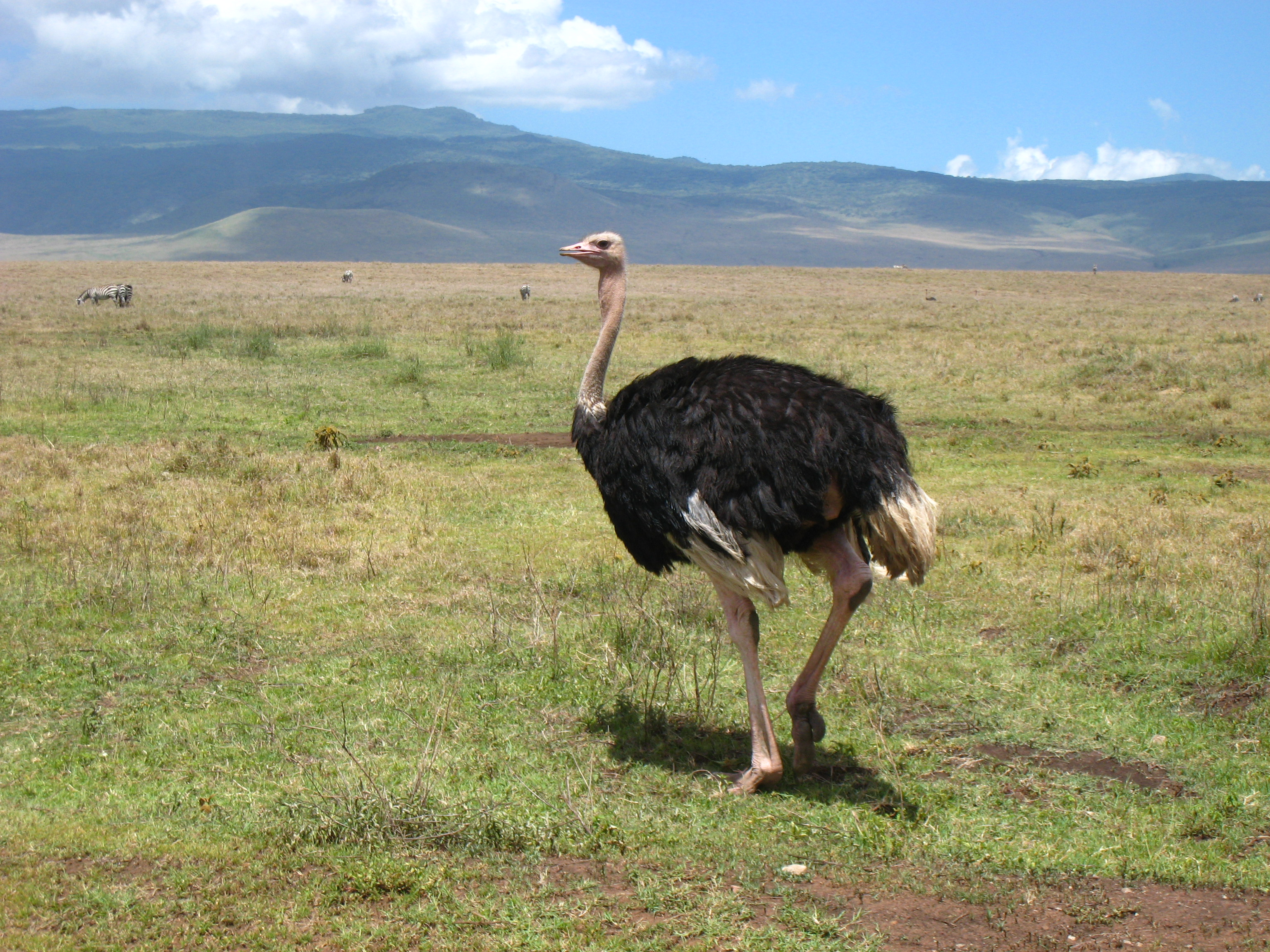
Avestruz (Struthio camelus).
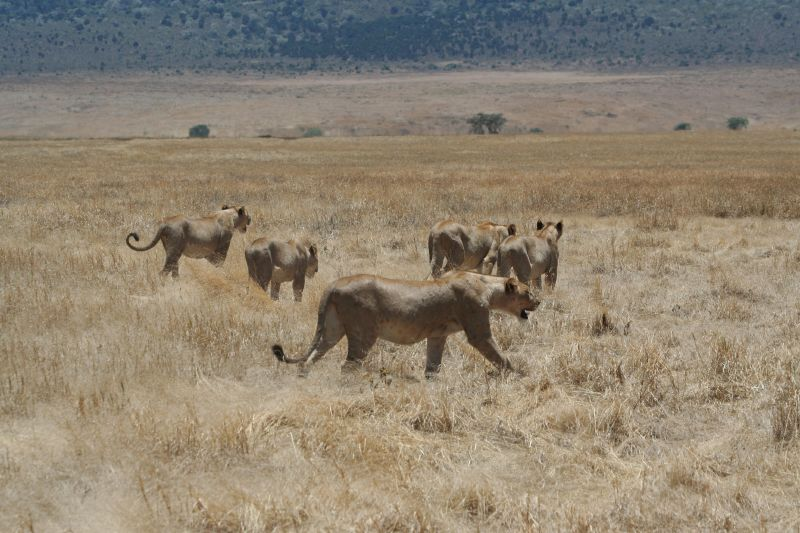
Leonas cazando.